# Cerynea mundicolaria
Cerynea mundicolaria är en fjärilsart som beskrevs av Walker 1862. Cerynea mundicolaria ingår i släktet Cerynea och familjen nattflyn. Inga underarter finns listade i Catalogue of Life.